# Mordella haemorrhoidalis
Mordella haemorrhoidalis là một loài bọ cánh cứng trong họ Mordellidae. Loài này được Fabricius miêu tả khoa học năm 1801.